# Зоопарк Амерсфорта
Зоопарк Амерсфорта (нід. DierenPark Amersfoort) — зоопарк у нідерландському місті Амерсфорті; міський осередок культури і дозвілля. Розташований у західній частині міста в районі Біркговен (Birkhoven)

## Історія зоопарку
Зоопарк у Амерсфорті був заснований 22 травня 1948 року п. Тетроленом (Tertoolen) і п. Кнустер (Knoester).
Спочатку він був дуже невеликим — у ньому жили мавпа, ведмідь, верблюд і деякі свійські тварини.
Лише з роками в зоопарку з'явились перші м'ясоїдні, а в 1956 році пара слонів, що звались Індра та Рані. У 1960 році керівництво закладом перебрали на себе дочка одного із засновників та її чоловік — подружжя Фіс-Тертолен (Vis-Tertoolen). Тоді ж у зоопарк прибув перший шимпанзе прибутку.
У 1979 році Зоопарк Амерсфорта став широко відомим завдяки тому, що тут народилися 2 повністю білих левів, але виросши, вони стали нормального кольору. У 1982 році у звіринці нородилися 7 гепардів. У 1988 році у зоопарку була відкрита ділянка зони савана De Ark van Amersfoort.
У теперішній час (2000-ні) Амерсфортовський зоопарк має площу бл. 10 га, тут утримуються понад 100 різних видів тварин. Щороку зоопарк відвідують близько 650 000 осіб.